# Глухое (Томаковский район)
Глухое (укр. Глухе) — село,
Выводовский сельский совет,
Никопольский район,
Днепропетровская область,
Украина.
Код КОАТУУ — 1225482002. Население по переписи 2001 года составляло 288 человек. На начало 2019 года в селе постоянно проживало 48 человек.

## Географическое положение
Село Глухое находится на расстоянии в 2 км от сёл Долинское и 3 км от села Украинское. Ниже в четырёх километрах по балке Глухая располагались ныне ликвидированные сёла Кыргыз (Весёлое) и Братний Дар (Борщевое). Название после объединения двух указанных сел: Новогрушевка.
По селу Глухое протекает пересыхающий ручей с запрудой. Дамба запруды сооружена в 1969 году для гидрозащиты шахты № 4-7, которая в настоящее время не эксплуатируется. Административные и производственнотехнические здания и сооружения шахты разрушены.

## Происхождение названия
Название села происходит по всей видимости по названию балки недалеко от которой оно и расположено. Название села после коллективизации изменяли на Пятыричка (русск. Пятилетка). К началу 1970 года селу вернули прежнее название.

## История
На топографических картах 1919 г. село не обозначено. На топографических картах 1941 г. село значится как хутор Глухой. Первыми жителями хутора Глухое были по видимому переселенцы из окрестных сел, а так же с города Марганец. После революции на прилегающей территории давали земельные наделы, что скорее всего и стимулировало возникновение хутора, а позже и села. Заселение началось скорее всего около 1925 г.. К началу ВОВ (1941 г.) на хуторе числилось 39 дворов. Новыми жителями в послевоенное время село пополнилось переселенцами с земель, затопленных Каховским водохранилищем, и из ликвидированных сёл Кыргыз (Весёлое) и Братний Дар (Борщевое), объединённых примерно в 1950 г. в одно село и переименованных в Новогрушевку, имевшую перед ВОВ 27 дворов. На топографических картах Шуберта 1867 г. Братний Дар (Борщевое) значится уже как село. После сооружения гидрозащитной дамбы Грушевского карьера и заполнения водой места расположения названного села жители были переселены в другие населённые пункты в том числе и в село Глухое. После начала эксплуатации Басанского карьера (примерно 1960 г.) село так же пополнилось переселенцами из села Украинское (прежнее название  Шевченко потом Усенково, а ещё ранее Лысогорские Хутора).

## Экономика
- Басанский карьер (добыча марганцевой руды открытым способом. Не работает с 2018г..
- Шахта № 8 (добыча марганцевой руды подземным способом) не работает с 2021г.. В самом селе предприятия промышленности и сельского хозяйства отсутствуют.

## Объекты социальной сферы
- Восьмилетняя школа со спортивным залом.
- Детский сад.
- ФАП. Не работает. Корпуса сохранены.
- Известные люди: В селе проживал СОКОЛ Николай Павлович. Первый председатель колхоза в селе Шевченко (Лысогорские хутора)
- участник Сталинградского сражения. Похоронен на местном кладбище.

## Достопримечательности
- Захоронение времён Великой Отечественной войны с установленным памятником.